# Icaraí
Icaraí é um bairro da área nobre do município de Niterói, no Rio de Janeiro. Está situado na Zona Sul do município, banhado pela parte leste  da Baía de Guanabara. Se estende por uma área de 9,69 km², fazendo limites com os também bairros niteroienses do Centro, Ingá, Santa Rosa, São Francisco e Vital Brazil.

## Topônimo
"Icaraí" deriva do termo tupi Carahy que significa "água de Peixe Acará" ou "Rio de Peixe Acará". O bairro recebe este nome pois é cortado pelo Rio Icaraí, hoje poluído, canalizado e coberto na maior parte de sua extensão.

## Localização
Situado na Zona Sul da cidade, Icaraí é banhado pela Baía de Guanabara, próximo à sua entrada, na margem oposta às praias do Flamengo e de Botafogo, na orla do Rio de Janeiro. 
O bairro fica próximo ao Centro de Niterói, ao charmoso Bairro do Ingá, São Francisco e também de Santa Rosa e do Vital Brazil, outros tradicionais bairros da cidade. 
Além do privilégio de estar estrategicamente próximo de alguns dos principais bairros da cidade, Icaraí ainda possui uma grande Orla com uma vista privilegiada para o Rio de Janeiro. Diariamente milhares de pessoas percorrem seu calçadão a trabalho, a passeio ou para se exercitarem enquanto apreciam a bela paisagem.  
Icaraí também é privilegiado com um farto comércio e serviços, abarcando uma grande variedade de restaurantes, bares, shoppings, padarias, hotéis, hostels, clínicas, consultórios, hospitais, escolas e prestadores de serviços das mais variadas áreas de atuação.
Por todos estes fatores o bairro é um dos mais valorizados da cidade fluminense, possuindo um mercado imobiliário dinâmico e com alta liquidez, sendo uma excelente opção para quem procura moradia ou investimento em imóveis.

## História

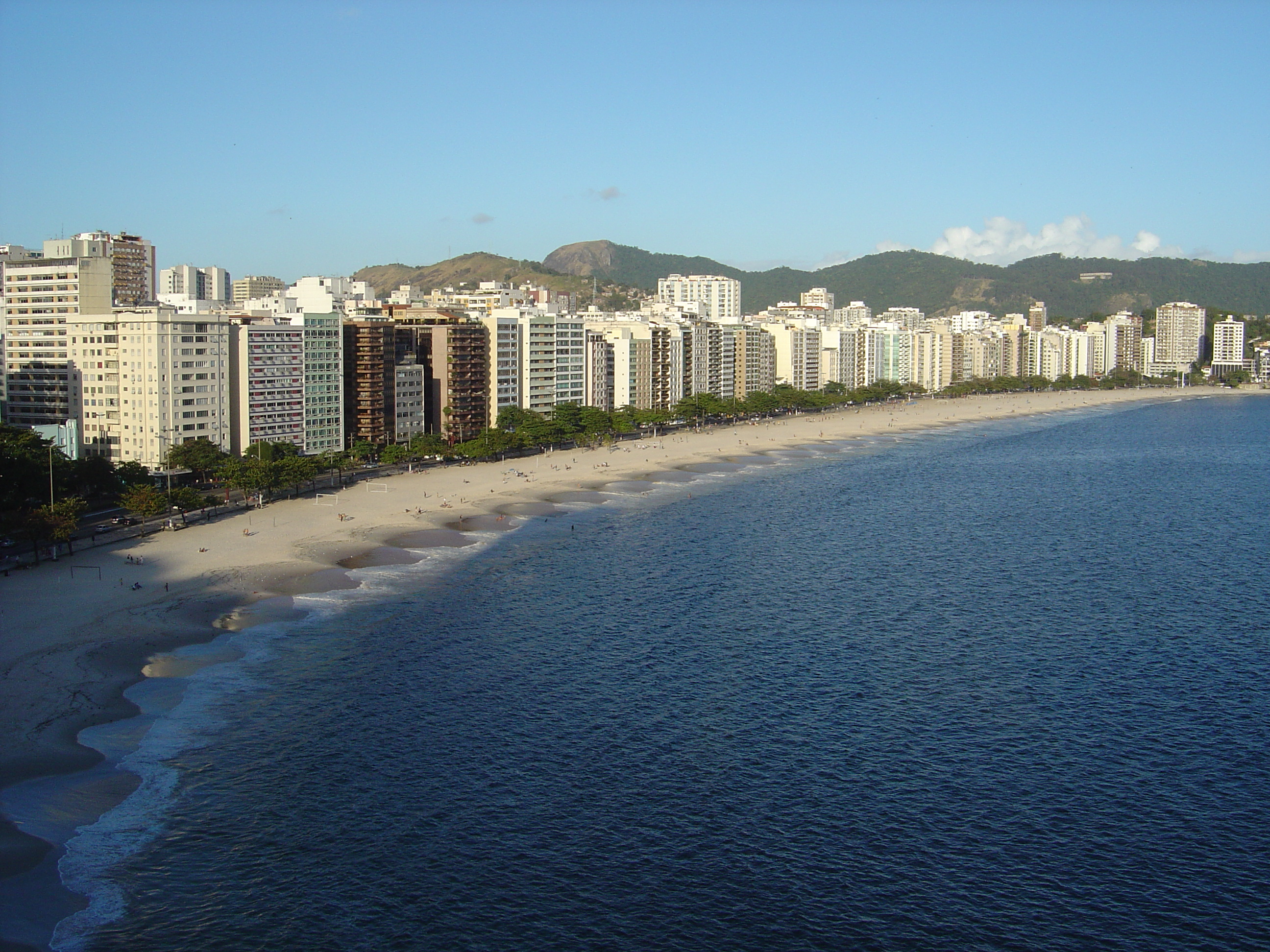
Praia de Icaraí

No início do século XVI, o bairro fazia parte do território dos índios tupinambás. Com a derrota destes perante os portugueses e seus aliados temiminós em 1567, a região, sob o nome de Freguesia de São João de Carahy, foi doada ao chefe temiminó Arariboia em 1568, como parte da Sesmaria dos Índios.
No século XIX, a região integrou-se à recém-criada Vila Real da Praia Grande, que mudaria seu nome para Niterói em 1834. A sua praia constituía-se, à época, em um extenso areal, margeado por pitangueiras, cajueiros, cactos e vegetação típica de restinga. O seu efetivo povoamento iniciou-se a partir das décadas de 1840 e de 1850.
Em 1916, foi inaugurado o Hotel Balneário Casino Icarahy. Em 1939, o palacete que abrigava o hotel foi derrubado para a sua substituição por um edifício em estilo art déco, em projeto do arquiteto Luiz Fossati. Com a proibição do jogo no país, em 1946, o cassino deixou de funcionar. A partir de 1967, o prédio passou a abrigar a reitoria da Universidade Federal Fluminense.
Em 1937, foi construído um trampolim em concreto armado no meio da praia, com recursos da prefeitura, da imprensa e do Clube de Regatas Icarahy. O trampolim era mais um projeto do arquiteto Luiz Fossati. Durante as décadas de 1930 e 1940, foi construído o Cinema Icaraí, em estilo art déco. O trampolim da Praia de Icaraí foi dinamitado em 18/05/1965 por oferecer perigo aos banhistas e após haver ocorrências de acidentes com vítimas fatais.
A partir da década de 1970, com a construção e inauguração da Ponte Presidente Costa e Silva, o bairro consolida-se como centro urbano polarizador e de grande importância para a cidade, com forte concentração de comércio, de serviços e de atividades de lazer.

## Economia

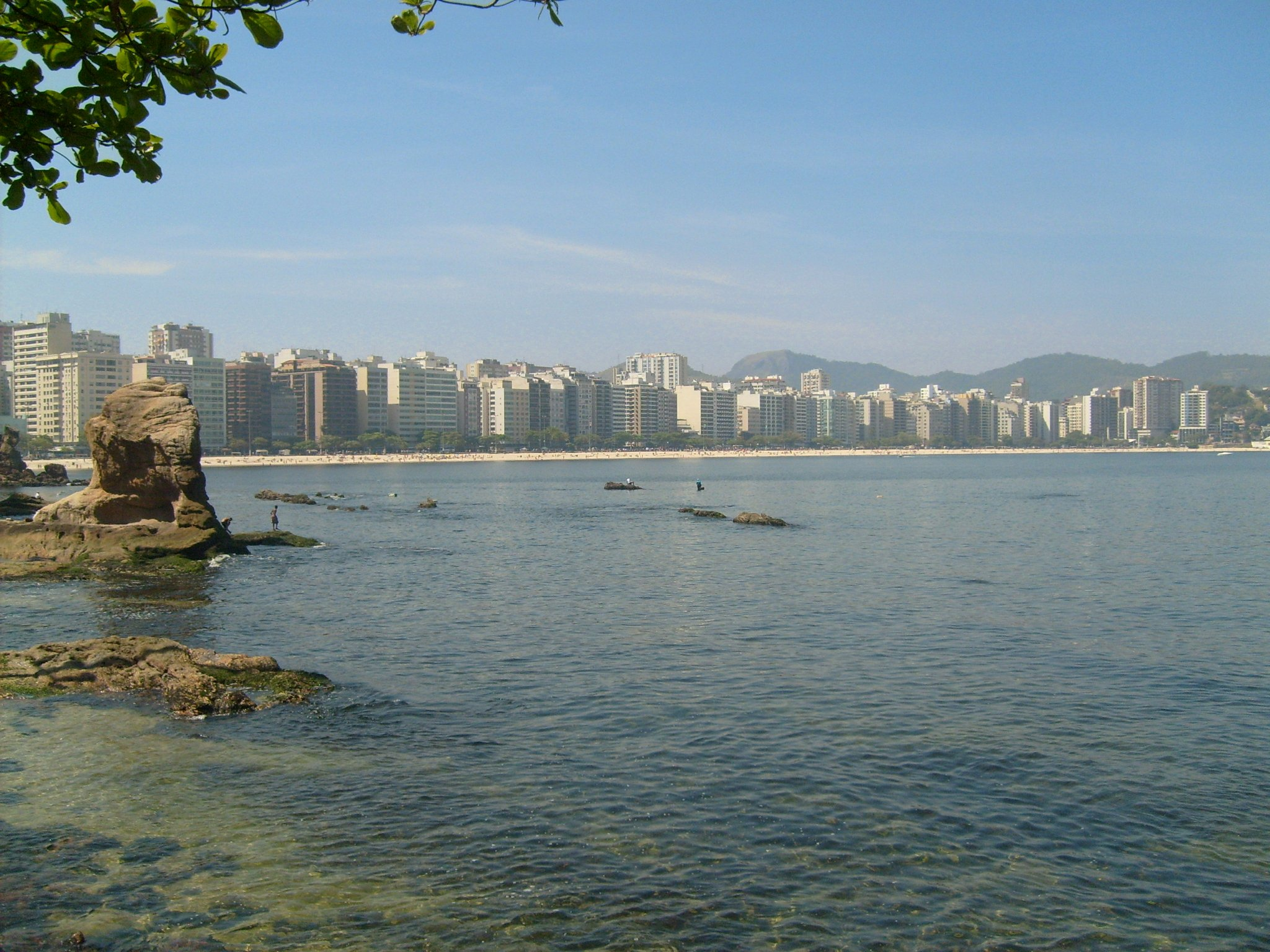
Visão da Pedra de Itapuca e da Praia de Icaraí.

O setor de serviços, que corresponde por mais de 97% do PIB de Niterói, corresponde por quase a totalidade da atividade econômica no bairro de Icaraí, predominando os serviços médicos (hospitais, consultórios médicos, clínicas de serviços auxiliares como psicologia e fisioterapia), o lazer e entretenimento (bares e restaurantes, teatros, escolas de artes), além de um comércio extremamente variado, que conta com a presença das mais importantes marcas de produtos de moda, situadas principalmente ao longo das ruas Coronel Moreira César, Gavião Peixoto e outras como a Presidente Backer, a Lopes Trovão e a rua Doutor Tavares de Macedo.

## Lazer e Turismo
Icaraí é um centro de lazer e turismo da cidade. Possui belo urbanismo e contém dois monumentos naturais famosos, as pedras de Itapuca e do Índio, pontos para pescadores locais e apreciadores da Praia de Icaraí e do resto da Baía de Guanabara. Ostenta o título de ser um dos mais belos, cosmopolitas e pujantes bairros da cidade. 

## Demografia
Em 2000, o bairro já ocupava o primeiro lugar da lista de melhores IDHs do Rio. Em 2014, Icaraí teve o melhor Índice de Desenvolvimento Humano Municipal (IDHM) mais uma vez. 
Segundo o Censo de 2010, Icaraí possuí uma população de 75 715 habitantes, sendo o bairro mais populoso de Niterói à época, dos quais 44 490 (57.09% do total) pertenciam ao sexo feminino e 33 775 (42.91% do total) ao sexo masculino. Em 2010, assim como mostrado nos Censo 2000 e Censo 1991, era o  bairro mais populoso de Niterói, concentrando entre 15% e 20% da população municipal.
De acordo com a faixa etária, o total de habitantes de Icaraí está agrupada da seguinte forma, em 2010: 8 816 habitantes, ou 11,2% da população local, possuía entre 0 e 14 anos de idade, 54 707 habitantes, ou 69,5% da população, possuía entre 15 e 64 anos, e 15 192, ou 19,3%, possuía acima de 65 anos de idade.

## Instituições de Ensino
- Colégio La Salle Abel
- Colégio e Curso Miguel Couto
- Centro Educacional Alzira Bittencourt
- Colégio Castelo do Saber
- Colégio e Vestibulares Voltaire
- Colégio e Curso pH
- Colégio e Curso ZeroHum
- Colégio Pensi Lobo Torres
- Colégio MV1 - Icaraí
- Colégio Miraflores
- Colégio São José
- Colégio São Vicente de Paulo
- Colégio Estadual Baltazar Bernardino
- Escola Estadual Manuel Abreu
- Escola Estadual Nossa Senhora Auxiliadora
- Escola Estadual Nossa Senhora do Sagrado Coração
- Escola Municipal Professor Paulo de Almeida Campos
- Pensi
- Escola Estadual Júlia Cortines (antigo Jardim de Infância Júlia Cortines)
- Universidade Federal Fluminense (UFF)
- Curso Marly Cury
- Colégio Estadual Joaquim Távora
- Escola Divina Providência

## Clínicas e Hospitais
- Hospital São Lucas
- Clínica OdontoCosta
- Clínica Veterinária Icaraí
- Clinica Veterinária 24 horas Kennel Vip
- Age Medicina Estética
- Labs D'Or
- Laboratório Morales
- Laboratório Lâmina
- Laboratório Bronstein
- Laboratório Sérgio Franco
- Laboratório Bittar
- Laboratório Dom Bosco
- Clínica Cardiomed

## Esporte
- Estádio Caio Martins
- Clube de Regatas Icaraí
- Clube Central Icaraí
- Rio Cricket Associação Atlética (local do primeiro jogo de futebol da história realizado no estado do Rio de Janeiro.)

## Associações Sociais e Benemerentes
- Rotary Icaraí
- Clube Central Icaraí

## Instituições Religiosas
- Grupo Espírita Yvonne Pereira
- Fraternidade Franciscana Porciúncula de Sant'Ana
- Igreja Batista Jardim Icaraí
- Igreja Batista em Icaraí
- Centro Evangelístico Internacional
- Paróquia de São Judas Tadeu
- Mitra Arquidiocesana de Niterói
- Santuário das Almas
- Igreja Messiânica Mundial do Brasil
- Igreja Metodista em Icaraí
- Igreja Metodista O. A Paz de Cristo do Brasil
- Presbitério de Niterói - Sínodo Leste Fluminense
- Igreja Presbiteriana Betânia de Icaraí
- Igreja Presbiteriana Betel
- Igreja Presbiteriana de Icaraí
- Igreja Plena de Icaraí
- Assembléia de Deus em Icaraí
- Igreja Evangélica de Confissão Luterana do Brasil
- Primeira Igreja Evangélica Congregacional de Icaraí
- Igreja de Jesus Cristo dos Santos dos Últimos Dias
- Comunidade Evangélica Sara Nossa Terra